# 兎月さやか
兎月 さやか（うづき さやか、1999年12月16日 - ）は、日本の女性アイドル、YouTuber、ファッションブランドプロデューサー。女性アイドルグループ・モノクローン、ZOCの元メンバー。旧名義は兎凪 さやか（うなぎ さやか）。愛称は「さやぴ」。

## 経歴
2017年、ミスiD2018に応募（当時の名称は「さやか」）、ファイナリストとなる。
2018年9月、大森靖子が「共犯者」を務めるアイドルグループ・ZOC結成に参加。
2019年5月20日発売の週刊プレイボーイで単独初グラビア。
2019年12月、未成年飲酒喫煙（当時19歳）によりZOCを脱退。
2020年1月、YouTubeでの活動を開始。
2020年4月、ブランド[pium]のプロデュースを発表。
2020年12月24日、モノクローンのTwitterアカウントにて兎月さやか名義でモノクローンに加入することが発表された。ライブでのお披露目は2021年1月28日、恵比寿LIQUIDROOMでのワンマンライブとなる。
2022年8月14日、品川インターシティホールで開催されたワンマンライブ『Thanks to #BFF』にて、モノクローンを卒業。

## 人物・エピソード
ミスiDに応募した理由として、金子理江（LADYBABY、ミスiD2015グランプリ）のファンで、かつ尊敬する大森が選考委員だったことを挙げている。
そのミスiDでは、実行委員長の小林司も選評に記しているが、自撮りと実物の差が大きく、「自撮り詐欺」と呼ばれるようになった。当初はショックを受けていたものの、「自分を自撮りに近づけるように頑張ればいい」と思うようになった。同じような悩みを抱える女の子からの相談やDMが届き、今はそういう女の子の味方になりたいと思っている。

## 出演

### ミュージックビデオ
- 大森靖子「GIRL'S GIRL」Music Video（2018年7月6日、YouTube）

### ネット番組
- 猫舌SHOWROOM「豪の部屋」（2021年5月25日、SHOWROOM）